# Aaslaug Aasland
Aaslaug Aasland (Sandnes, 11 de agosto de 1890–Oslo, 30 de agosto de 1962) fue una política noruega, militante del Partido Laborista. Ejerció como ministra de Asuntos Sociales entre 1948 y 1953.

## Biografía
Nació en Sandnes, siendo hija de Hans Aasland (1855-1901) y Hanna Marie Nielsen (1857-1957). Realizó su examen artium en 1916, y estudió en la Real Universidad Federicana (actual Universidad de Oslo), donde se tituló como abogada en 1922. Por un breve período, trabajó para el magistrado de estipendios en el distrito de Alta, y luego en el Consejo Nacional de Mujeres de Noruega entre 1924 y 1931, inspectora de una prisión entre 1931 y 1936, y como inspectora del trabajo entre 1936 y 1945. En 1945, ejerció brevemente como directora de la Cárcel de Mujeres de Bredtveit, el cual había sido un campamento de concentración durante la ocupación alemana en la Segunda Guerra Mundial.
Tras finalizar la guerra, y luego de que asumiera el segundo gobierno de Einar Gerhardsen, Aasland ejerció como ministra consultora en el Ministerio de Asuntos Sociales. Siguió en el cargo hasta 1948, cuando fue designada como Ministra de Asuntos Sociales, sucediendo a Sven Oftedal. Fue la primera mujer en desempeñar un cargo ministerial (Kirsten Hansteen había precedido a Aasland como ministra en 1945, pero en calidad de ministra consultiva), y también la primera mujer ministra que militaba en el Partido Laborista. También fue miembro del consejo ciudadano de Oslo entre 1945 y 1947.
Las opiniones sobre el desempeño de Aasland en el ministerio son divididas. Según el historiador y politólogo Trond Nordby, ella fue una ministra de gobierno particularmente débil, ya que "no podía llevar a cabo nada por su cuenta" (esta afirmación se basó en entrevistas realizadas con los sucesores de Aasland, Rakel Seweriin y Gudmund Harlem, ambos del mismo partido político de ella).
Luego de dejar el cargo, Aasland trabajó como subsecretaria del mismo ministerio. También fue miembro de la junta de la Ayuda Popular Noruega. Falleció el 30 de agosto de 1962 en Oslo.